# وست هیلز (لس آنجلس)
وست هیلز، لس آنجلس (به انگلیسی: West Hills) یک محله مسکونی و تجاری در ایالات متحده آمریکا است که در شهرستان لس‌آنجلس، کالیفرنیا واقع شده‌است.

## خصوصیات
وست هیلز ۲۲ کیلومترمربع مساحت و ۴۱٬۴۲۶ نفر جمعیت دارد و ۲۷۴ متر بالاتر از سطح دریا واقع شده‌است.